# ロイヤルブラッド
『ロイヤルブラッド』 (Royal Blood) は、1991年8月29日に光栄から発売されたファミリーコンピュータ用シミュレーションゲーム。
史実をベースとする歴史シミュレーションゲームを主に発売していた同社による、オリジナルの世界観と登場人物を導入した新シリーズ「イマジネーションゲーム」の第1作として発売された作品。イシュメリア大陸に散乱した6つの宝石と1つの王冠を集めて30か国におよぶ国家を支配し王となる事を目的としたターン制ストラテジーゲームである。
開発は光栄が行い、プロデューサーはシブサワ・コウ、音楽は後にパソコン用ソフト『EMIT』（1994年）を手掛けた伊藤ヨシユキおよびナムコのアーケードゲーム『ソウルエッジ』（1996年）を手掛けたシンガーソングライターの新田真澄が担当している。
パソコン用ソフトを主力としていた同社の作品としては珍しく、ファミリーコンピュータ版が初出となっている。その後、さまざまな日本国産パソコン機種にされ、北米では『Gemfire』のタイトルでPC/AT互換機に移植された。メガドライブ等の家庭用ゲーム機にも移植されており、スーパーファミコン版は『スーパーロイヤルブラッド』のタイトルで発売された。PC-9801版を復刻収録した『コーエー25周年記念パック Vol.2』も発売され、後に『コーエー定番シリーズ』として単品発売もされている。
後に本作のタイトルを受け継いだ『ロイヤルブラッドII 〜ディナール王国年代記〜』も発売されたが、ストーリー的な繋がりはない。

## ゲーム内容

### 民政
本ゲームでは内政のことを民政と呼ぶ。民政は非常に簡単にまとめられており、「開墾」、「防災」、「施し」の3種類しかない。民政を頻繁に実施すると、領内にパスハが出現する確率が発生する。パスハが出現するとその領内に限り1度だけ第5部隊(後述)として戦争に参加させることが出来る。また、祝福イベント(ユニコーンが出現し、領主のパラメータをアップしてくれる等)が発生することがある。
- 『開発』-領地開発。防災と開墾があり、開墾は9月の作物収穫量をあげ、防災は災害発生時の被害を減らす事ができる。
- 『施し』-領民に作物を施し、統治度を上げ4月にある税収入を上げる。
- 『輸送』-作物・金を輸送、または味方の領地から作物・金を受け取る。 移動との違いは兵と第五部隊は動かせないことと、自分の領地なら隣接していなくても運べること。
- 『取引』-作物の商売。相場は曖昧で「たかい」、「ふつう」、「やすい」で分けられている。このゲームは取引だけではターンが終わらず、続けて命令が出せる。

### 軍事
軍事には、兵士の雇用、第5部隊の契約・解除、戦争コマンドがある。軍事を3ヶ月連続で実施すると、ほぼ間違いなく凶事イベント(兵士数の減少、食料の減少、開墾値の減少等)が発生する。また、当時のシミュレーションでは珍しく『訓練』並びに『訓練度』の概念が登場せず、SLGユーザーはおおきく戸惑った。
- 『戦争』-他人の国に攻め込む。
- 『雇用』-用兵を雇う。兵は第1部隊から第4部隊まで順番に分配される。
- 『移動』-隣接地に金、作物、兵、特殊第5部隊とパスハを運ぶ。軍事に割り振られているので移動を繰り返すだけでイーヴルモンスター（後述）が発生する事がある。
- 『契約』-特殊傭兵との契約コマンド

戦争
戦争について、侵攻した場合・侵攻された場合とも勝利条件は以下の3パターンである。
- 敵本陣の奪取
- 敵第1～第4部隊の殲滅
- 食糧切れによる敵の撤退

戦後処理
ランダムで負けた相手の領主が捕まり相手に身代金として金か作物を要求し断られた場合、その者を家臣にするか逃がすか追放としてゲームから退場させるかを選ぶ。当主が追放された場合親族がいればその者が世継ぎとなり、いなければ家は分裂し各地の領主は独立して家を興す。家臣に親族がいないランフランク、エアドリック、リアラッハがプレイヤーの場合は追放が決まった時点でゲームオーバーとなる。領地が全て無くなり滅亡した家の家臣は一定の確率で滅ぼした家へ亡命を求めに来て家臣に迎えるか追い払うかを選択する。
戦争には第1～第5部隊を出陣させることが出来る。
- 第1部隊・・・重装騎兵(移動力3)
- 第2部隊・・・重装歩兵(移動力2、柵の設置・撤去が可能)
- 第3部隊・・・弓兵(移動力2、射程2の間接攻撃)
- 第4部隊・・・重装歩兵(移動力2、柵の設置・撤去が可能)
- 第5部隊・・・特殊部隊(後述)

第1～第4部隊は、その領地の兵士数が等分割される。その攻撃力、防御力は低い(ただし、後述のように1部隊200前後の兵になると能力が上がる）が、これらの部隊を上手く利用し敵第5部隊を引きつけておかないと、勝利することは難しい。

### 第5部隊
通常兵力以外に契約して投入できる特殊部隊。
宝石系のドラゴン、魔術師、イベントでのみ登場するパスハ以外は一定量の契約金を定期的に支払う必要がある。部隊によっては契約金が払えないと見限られたり、領土を荒らしたりする。また、名声に左右される部隊もおり、必要な名声がないと契約できなかったり、凋落すると見限ったりするため一定の名声を維持する必要がある。
また、領内に契約したい部隊がいない場合も多い。
通常部隊と違い、一定の兵力（もしくは体力）上限を持つ。
相手が小兵力の場合は瞬殺させる場合も多いが後半以降の通常兵力が充分、軍を率いる領主の武力が低い場合は優位に立つことが難しい場合もある。加えて相手が先に攻撃できるもしくは優位な位置から攻撃できる場合は特殊部隊にとっては脅威となる。
宝石系部隊とパスハに対してはルールを逆手に取り、兵力1で敵領土に侵攻し即座に退却することにより戦力の一時的な無効化をはかることが出来る。ただし、スーパーファミコン版においては兵力1、第5部隊なしで攻め込むと、相手が第5部隊を繰り出してこないのでこの方法は使えない。

#### 宝石魔術師
イシュメリアの創世記において、ドラゴンを封印するために自らを封印の宝石と化した6人の魔術師。能力は高いが、攻撃するたびに体力が少し減少する。体力が約1割以下になると自動的に撤退する。特に契約金等は必要ないが、一度使用すると3ヶ月使用することは出来ない。そのルールを利用し兵力1で攻め込んで撤退することで、二ヶ月間無効化できる。
- ミーティア(体力160 攻撃力90 防御力90 移動力2)…隕石を操る魔術師。魔術師の中で最強。（ライル家所属）
- サンダラス(体力150 攻撃力85 防御力85 移動力3)…雷を使う魔術師。ミーティアより移動力が高い。（ブランシェ家所属）
- フレイム(体力140 攻撃力80 防御力80 移動力2)…炎を操る魔術師。移動力が低く、近接攻撃なので扱いづらい。（コーラル家→スレテート家所属）
- マシェーティー(体力130 攻撃力75 防御力75 移動力2)…真空のカマイタチを操る魔術師。（フェリアス家→テュードリア家所属）
- チル(体力120 攻撃力65 防御力65 移動力3)…氷を操る魔術師。移動力が高いので、第1～4部隊の掃討や本陣の急襲に向いている。（クリサリス家→ライル家所属）
- ポイズン(体力110 攻撃力60 防御力60 移動力3)…毒を操る魔術師。魔術師の中では最弱とされるが、移動力に優れ遠隔攻撃ができる。（モーブル家→ブランシェ家所属）

ミーティアとサンダラスは非常に強力だが、間接攻撃しかできないため、四方を自部隊や柵等で囲むと、無力化される。これはポイズンも同様である。

#### 傭兵部隊
各領地で雇うことができる部隊。3月、6月、9月、12月に契約金を支払う必要があり、契約金を支払えないと離反する。戦争で体力・兵力が0になると消滅するが、1でも残っていれば月ごとに回復していく。
モンスター
各領地で雇う事ができるが、領地によって雇える種類は決まっている。特殊傭兵とは違い突然離反される事は無いが、名声値が低いと領地を荒らすことがある。
- スケルトン(兵数100 攻撃力15 防御力15 移動力2)…白骨死体が蘇った魔物で、モンスター系統では最弱とされる。
- オーク(体力100 攻撃力15 防御力15 移動力3)…豚に似た顔を持つ魔物で、スケルトンの次に弱いとされる。
- オログハイ(兵数110 攻撃力30 防御力20 移動力2)…爪で攻撃する石から生まれた魔物。
- ガーゴイル(兵数120 攻撃力60 防御力60 移動力3)…飛行能力を持つ。弱点らしい弱点は無く、扱いやすいユニット。
- バグベア(体力100 攻撃力20 防御力60 移動力3)…幻術で人々を脅かす毛むくじゃらな魔物。防御力に優れる。
- ファハン(体力100 攻撃力60 防御力40 移動力3)…モンスター系統では唯一遠隔攻撃が可能な一つ目の巨人。直接攻撃も可能。反撃を受けないので使いやすい。
- オーガ(体力100 攻撃力60 防御力60 移動力2)…棍棒で攻撃する巨人。攻撃力はあるが、移動力に乏しい。
- サラマンダー(体力110 攻撃力60 防御力85 移動力3)…溶岩や火の中に住む炎の精霊。防御力に優れる。
- ワイバーン(体力150 攻撃力90 防御力90 移動力3)…飛行能力を持つ翼龍。ドラゴンに対して優位に戦える数少ないユニット。

特殊傭兵
イシュメリアの各地を放浪しており、自国に滞在している時に雇うことができる。全体的にモンスター系統より能力が高いが、名声が低いと突然離反することがある。
- ピルムス(兵数150 攻撃力40 防御力40 移動力3)…ピルムと呼ばれる短い槍を投げつける高機動での攻撃が可能な傭兵部隊。最も必要名声値と契約金が低い。
- シューター(兵数150 攻撃力60 防御力60 移動力3)…小銃を扱う傭兵部隊。ピルムスの強化版という位置づけ。
- ガンナー(兵数150 攻撃力85 防御力60 移動力3)…遠隔攻撃が可能な大砲を扱う傭兵部隊。遠隔攻撃系の傭兵では最強とされる。まだ防御力が完成していないという設定から防御力が弱めに設定されているのが難点。
- パイクス(兵数150 攻撃力75 防御力75 移動力3)…パイク（長槍）を使い、接近攻撃を行う傭兵部隊。
- ランツクネヒツ(兵数180 攻撃力80 防御力80 移動力3)…派手な衣装を身に纏う傭兵部隊。必要名声値が非常に高く、簡単に扱うことは出来ない。
- ハイランダース(兵数180 攻撃力100 防御力80 移動力3)…高山に住む最強の傭兵部隊。ドラゴンに対して優位に戦える。

#### その他
- ドラゴン(体力160 攻撃力100 防御力100 移動力2)…エセルレッドの持つ邪悪な暗黒竜。直接・遠隔両方の攻撃が出来るユニットで、攻撃範囲は他のどのユニットも凌駕する。また攻撃力もあり序盤で対抗できるユニットは少数名しかいない。ただし、他のユニット同様通常戦力の一部隊あたりの動員兵力が200以上に達した場合はその限りではない。使用すると2ヶ月は使用できない。宝石魔術師同様、兵力1撤退で翌月無効化できる。
- パスハ(体力160 攻撃力100 防御力100 移動力2)…善政を敷くものに力を貸す湖の守護竜。ドラゴンに圧倒的強さを誇るが移動力が低い上に直接攻撃しかできない。イベントで出動要請権が与えられるため、イベント発生次第では複数部隊在籍することが可能。ただし、使用は一部隊に付き一回だけに限定される。

### 外交
- 『同盟』-同盟を結ぶ。同盟期間は永久で、破棄しない限りは切れない。同盟中に攻め込むことはできない。
- 『計略』-計略をかけて領地の数値をランダムで下げる。
- 『交渉』-交渉して相手の領主または家臣を引き抜き、場合によっては領地も手に入れる「交渉」と、当主を降伏させ全ての属国が領地になる「降伏」の二つがある。降伏させる相手がプレイヤー当主の場合はプレイヤーの是非にかかわらず、絶対に成功しない。
- 『調達』-隣接する他国の領地から金および作物を奪う。成功すると当主、領主の名声が低下する。

### その他
- 『情報』-自分の領地の状態や人物、パスハがいるかを見る。他家の第5部隊のデータは見られない。敵国視察につき金10を消費する。基本的に1ターンに1つの命令しか出せないが、何回でも見られる。
- 『交替』-領地の交替を行う。1つの地に1人だけ派遣される形で後は自国に集約される。また、直轄地にして当主が間接統治することもできる。（効果は当主の能力の半分となる。）
- 『委任』-領地をコンピュータに統治させる。方向性を指示することはできない。
- 『探索』-他の領主の領地の第5部隊に関する情報を手に入れる。稀にアイテムが手に入ることもある。

### 相談役
何をやってよいか分からなくなった場合、何を実行したら良いか提案してくれる。スタート時に老人（シドー）、中年男性（ライアス）、女性（フィラ）、道化師（アンガス）の4タイプから選ぶことができる。

### イベント
ラッキーモンスター
- エルフ…統治度がアップ。
- レッドキャップ…土地の価値がアップ。
- ファーゴルダ…食糧が増加。
- レプラホーン…金が増加。
- フェイ…兵士が増加。
- エアリアル…スーパーファミコン版のみ登場。災害が発生した際の被害を減少させる。
- ユニコーン…統治者（直轄地は当主）の政治力・軍事力がアップ。
- グウレイグ…統治者（直轄地は当主）の魅力がアップ。

イーヴルモンスター
- ブラックアニス…統治度がダウン。
- ピクシー…土地の価値がダウン。
- オヒシュキ…食糧が減少。
- ホブゴブリン…金が減少。
- シュリーカー…兵士が減少。
- デュラハン…スーパーファミコン版のみ登場。災害が発生した際の被害を増加させる。
- バンシー…家臣が一人死亡する。

### 災害
各地方に分かれている。
- 大雪-大陸北部で発生。冬に発生。統治度・土地価値・防災度が下がる。
- 大火事-大陸西部中央で発生。秋に発生。金・作物・総兵士数・統治度・土地価値・防災度が下がる。
- 大水-大陸南東部で発生。夏に発生。金・作物・総兵士数・統治度・土地価値・防災度が下がる。
- 火山噴火、大地震-大陸南西部で発生。春に発生。総兵士数・統治度・土地価値・防災度が下がる。
- 疫病-全大陸で起こる災害。総兵士数・統治度・土地価値・防災度が下がる。

## 設定

### あらすじ
剣と魔法とモンスターが共存したイシュメリア大陸。しかし、国王エセルレッドは第1王位継承者である王子の突然の失踪を機に暴君へと豹変する。国家を憂いた娘のアヴェールはある夜、パスハからの神託を受け王冠ロイヤルブラッドに付いた宝石魔術師達を解放する。だが直後にアヴェールは父エセルレッドによって城の奥深くに幽閉され、エセルレッドはドラゴンを召喚できる王冠を手に軍事統一を始め、王国を混乱の渦中へと突き落とす。戦乱によってますます民の暮らしが疲弊していく中、嘗ては助け合うも王家の策略で仲違いし現在は北の地で互いに牽制させている王家代々の文官ライル家、武官ブランシェ家も長年の戦いに決着をつける時が来た。

### 世界観
世界背景はケルト神話時代のイングランドを彷彿とさせる設定となっている。ゲームの難易度は比較的低いが、傭兵やモンスターを雇うことができる第5部隊システムを導入する事によって、上級者にとっても飽きが来ないよう工夫されていた。登場人物一人ひとりに丁寧な背景が用意されるなど、世界観の構築にも工夫がこらされていたが、ゲーム内では解説されず、それらを知るには別売りのハンドブックを購入する必要があった。比較的高額な別売りハンドブックを複数用意して、ゲーム本体とセットで購入を促す事は、当時のコーエー作品では、一般的な販売手法だった。

### シナリオ
1. エランとレッドワルト
各家が反乱を始めた当初。王家がまだ有利な状況なので、放っておくとすぐにことごとく滅ぼされる状況にある。ブランシェ、ライル、コーラル、クリサリス家がプレイ可能。
2. フェリアス家の危機
シナリオ1から五年後、コーラル家が滅亡しユースタスが亡命の手土産としてフレイムを手にしたティリアンがスレテート家を興し、滅ぼしたフェリアス家は西方に追いやられ、クリサリス家が代がわりしている。ブランシェ、ライル、フェリアス、モーブル家がプレイ可能。
3. ティリアンの戦い
シナリオ1から十年後、ティリアンが中央進出失敗により、中央の隅に追いやられている。ジョスリンが大陸南東部でトルディン家を興す。モーブル家とクリサリス家が滅びチルはレッドワルトに渡ったが、ポイズンは滅亡直前にモーブル家の生き残りが持ち出しエランの手に渡る。王家と反乱軍の差はほぼ拮抗している。ブランシェ、ライル、スレテート、トルディン家がプレイ可能。
4. ロイヤルブラッド
シナリオ1から十五年後、フェリアス家が突如現れたエアドリックの前に敗れ、土地を追われた息子ライアスがリアラッハを唆し独立。反乱軍の勢力が王家を逆転し、優位な立場にある。ブランシェ、ライル、ディアス、テュードリア家がプレイ可能。

## 登場人物

### ブランシェ家
代々武官で、王国の北東部を本拠地とする名門。家臣の出入りが激しく進めるシナリオによって家臣の顔ぶれが変わってくる。また、王家に対しては協調・和平路線を取り武力衝突はなるべく避けたいと考えている。
- エラン(当主)…ブランシェ家5兄弟の次男。武力が高く力で押す勝負を好む。他家と違い自ら王になるつもりは無くやがて現れるであろう新王、王子を陰ながら支える立場でよいと思っており戦乱沈静化のために挙兵しているが兄弟の仇となるレッドワルトとリアラッハに対しては感情的になり徹底抗戦の構えを見せる。
  - カル…ブランシェ家5兄弟の長男。政治力が高く主に生産国作りを任されている。全シナリオを通じて、エランの元にいる血縁者は彼だけ。幼馴染であるメルティナに気があるエランへ妃に迎えるよう促す。
  - アルゴル…文武両道に秀でているエランの補佐役。
  - ペンドラゴン…ブランシェ家5兄弟の三男でエランの弟。武力、政治カとも高い能力を持っているが、魅力の値が極端に低く第5部隊を手懐けられない。勝てば官軍的な考えをもつ野心家の奸物であるため、シナリオ4では王家に寝返るが、開始直後に帰参させることも可能。また、通常シナリオが進むごとに人物の能力は上がっていく事が多いが、面白いことに彼の低い魅力は更に下がっていく。
  - スウェイン…「エルメットの隻眼竜」の異名をとる猛将。リアラッハの独立を阻止しようとして失敗し、アルクインとともに戦死する。
  - アンセルム…ブランシェ家5兄弟の四男。コーブリッジをライル家に取られ、汚名返上をしようとするもウルフスタンに討ち取られる。
  - アルクイン…ブランシェ家5兄弟の五男。スウェインとともにリアラッハの独立を阻止しようとしたが失敗し死亡。
  - アルビオン…エランの友人にして元王室警護隊長。シナリオ4まで各地の没落した名家の子女を探していて、メルティナを連れてくる。
  - オーウェン…「仮面の騎士」の異名を取り、アルゴルと並びブランシェ家を支える双璧となる武将。
  - ガウェイン…エランが自分の弟以上に寵愛していたという勇将。幼少よりエランに付き従う。
  - メルティナ…詳しくは後述。シナリオ4で加入。
  - レイゲイア…詳しくは後述。

### ライル家
代々文官を務める名家。王国の北西部を本拠地とする。ブランシェ家と比較して古参の家臣も多い。南に勢力を伸ばし守りを手薄にした代償として隣接地の境をブランシェ家に削られ、シナリオ4では領地数の割には生産国（補給地）が一国しかない。王家に対しては強硬路線を取り王家を根絶やしにし自らが成り代わって新王になりたいと考えている。
- レッドワルト(当主)…歴史学者としても名を馳せた文官。「戦争だって頭で勝負するものさ」と嘯く典型的な政治家タイプ。
  - ガラリア…レッドワルトの妹。軍事力と魅力が高いライル家の戦女神。
  - ウルフスタン…レッドワルトの従兄。軍事力は非常に高い。アンセルムを討ち取り、アルクインの仇にされる。
  - ウルフヘル…レッドワルトの弟。ギメルシュを攻め滅ぼした時に受けた傷が元で病没する。「紫の狼」という異名をとる勇将だが、唯一登場するシナリオ3では負傷の影響のためか、異名とは程遠いほど低い能力値になっている。
  - レオフリック…レッドワルトの父ラインハルトの友人。政治力が高く、ブランシェ家と隣接するブリガンテスの領主をしていたが、エランに攻め込まれて本拠地に逃げ帰る。
  - ウォルター…ガラリアの友人。アイランドの統治をレッドワルトに申し出た。
  - オスウィユ…ウォルターの弟。ウォルターと一緒にレッドワルトの配下に加わった。
  - キネウルフ…祖先が同じというだけでレッドワルトの配下に加わった武将。ブランシェ家の領地に攻め込んだが、ペンドラゴンに討ち取られた。
  - アライン…レッドワルトに吸収された北方の貴族。シナリオ4でエアドリックに寝返る。
  - モードレッド…詳しくは後述。シナリオ4で加入。
  - エイマー…詳しくは後述。

### コーラル家
西南部を縄張りとする家だがフェリアス家に敗れる。西方領土が袋小路のため一方向に兵力が集中しやすい利点を持つ。フェリアス家を統合した四カ国を基盤として守りを固めラッキーモンスターによる領主の成長を待ってから攻勢に転じたい。
- ランフランク（当主）…「灼熱公」の異名を取る。大地震の対策のために民政に力を注ぎ、軍備を怠ったためイリアスに敗れ死亡。
  - ユースタス…地質改良農法を提唱した辺境出身の科学者。ランフランクの死後はティリアンの家臣となる。シナリオ4では消息不明になっている。
  - ジョスリン…詳しくは後述。

### クリサリス家
北東の島国アイランドを縄張りとする家。田舎者と馬鹿にされており、辺境なので背後を気にする必要がないのが利点。漁夫の利でライル家からミーティアを奪いブランシェ家の侵攻にいち早く備えたい。ちなみにシステム上、本土に上陸してからでないとギメルシュを前線に出せない。
- ガッシュ（当主）…「辺境の王」と呼ばれた武将。政治力は低いが、軍事力が高いと説明書にはあるが初期値67（政治56）とあまり高くない。疫病で病没した。
  - ビマード…ガッシュの長男。政治家よりも詩人としての名が高い。軍事力が低いため家督を弟のギメルシュに譲り、補佐役に徹した。ライル家のウルフヘルに敗れた際にギメルシュと一緒に追放された。尚、この世界での「追放」とは船に乗せてイシュメリアから海へ流すということであり、処刑とみなしてよい。
  - ギメルシュ…ガッシュの息子でクリサリス家最後の当主。シナリオ1、2ともに軍事力の高さは大陸一。ライル家のウルフヘルの侵攻を食い止められずに敗れ、兄ビマードとともに追放された。

### フェリアス家
コーラル家と火山地帯の覇権を争っていた西南部を縄張りとする家。王の領地に隣接しておりプレイできるシナリオ2は、旧コーラル領が基盤であるため同じく兵力が集中できる。
- イリアス（当主）…コーラル家を滅ぼすが王家に本拠を追われライアスとアニスの政略結婚を強行しようと目論むがガルフォートによって失敗。その後は王家と一進一退の争いを続けるも突如現れたエアドリックに追放される。
  - ジュラスコ…元王立文化院の学者。イリアスに気に入られて家臣になった。イリアスの追放後は親交が深かったエランの家臣となった。
  - エスク…フェリアス家の外交を担当する家臣。エセルレッド王配下のシアボルドに敗れて捕らえられた時に身代金が支払われず、追放された。
  - ライアス…詳しくは後述。

### モーブル家
エランとレッドワルトが財産を奪われ、北方に追いやられたことを知り、森の民を従え中西部に築きあげた新興勢力。史実通り二方向から攻めこまれないようどちらと事を構えるか。
- レアンデル（当主）…ライル・スレテート両家に急襲され戦死。
  - フュステル…レアンデルの子で「鉄仮面の貴公子」の異名をとる。父レアンデルとともに戦死。
  - アセルスタン…フュステルの傅役。狩猟が得意だったが、皮肉にもその狩猟時にモンスターに襲われ、死亡した。
  - ジョスリン…詳しくは後述。コーラル家滅亡後に身を寄せる。

### トルディン家
イシュメリアの南東地で独立した家。家臣が息子と娘の2人、宝石魔術師がいない、王家と領地を接するの三重苦を擁する。兵力を集中しフェリアス家を併合、王家とは総力戦を避け軍事が低い領主の土地を狙い兵を温存していけば勝機は見える。
- ジョスリン（当主）…数奇な運命を辿った男。コーラル、モーブル家滅亡後、トルディン家を興して独立、メルティナの伝でブランシェ家との同盟を計画するも後に契約したモンスターに襲われ死亡。名家だけあって魅力は高い。
  - メルティナ…ジョスリンの娘。戦争は苦手だが、政治力と魅力が高く民政向き。父ジョスリンの死後、エランの幼馴染であった事からブランシェ家へ移る。ちなみに海外版『Gemfire』ではジョスリンが亡くなっており彼女が当主となっている。
  - フュノー…ジョスリンの息子。能力は平均的で領主向き。エセルレッド王配下のヒューバードの侵攻を必死に耐えていたが、父ジョスリンが事故死したため、テュードリア家へ移った。

### スレテート家
王国の大司教であったティリアンが、野心にまかせてシナリオ2で王国の中央部を本拠に独立するが王家に追われシナリオ3では大陸の左端に追いやられる。隣接する空白地をすべて占領して秋まで維持することができれば安泰な勢力になる。
- ティリアン（当主）…知勇兼備で名高い大司教。バランスのとれた能力値を持つ。
  - サーディック…ティリアンの息子で中央管区司教長。政治力、武力、魅力がバランスよく高い。
  - アニス…ティリアンの娘。政治力と魅力は高いが、軍事力はとてつもなく低い。ガルフォートを慕っている。
  - ガルフォート…ティリアンの甥。アニスとの悲恋に悩んでいる。
  - ジェラルド…ティリアンが独立した時に家臣になった司祭。ティリアンから政治学を学んだが、ライル家との戦いで死亡した。
  - ユースタス…前述参照。

### ディアス家
王家の近衛兵隊長を務めていたリアラッハがシナリオ4で独立した没落貴族の寄せ集め。隣国のペンドラゴンを引き抜いてからが勝負。
- リアラッハ（当主）…能力的にはバランスよく、特に軍事力に秀でている元近衛兵隊長。家臣の利益のために祭り上げられた悲運の英雄。
  - メイルガン…傭兵隊長上がりの貴族で義理には疎い。ライスと共に、シナリオごとライル家、王家、ディアス家と仕える家を流浪している。
  - ライス…傭兵隊時代からメイルガンに付き従う。軍事力はペンドラゴンに次ぐが、政治力と魅力が低い。
  - ライアス…元フェリアス家イリアスの息子。フェリアス家再興のためにリアラッハに独立を持ちかけた黒幕。

### テュードリア家
シナリオ4で独立した新興勢力。真の王位継承者を名乗る。旧コーラル、フェリアス家の土地が地盤のため利点と攻略方針は上述二家と同じ。
- エアドリック（当主）…突然イシュメリアに現れ、フェリアス家を討ち滅ぼした経歴が全く不明の謎の青年。戦争の原因となったエセルレッド王の息子に瓜二つ[注釈 6]と言われやや軍事力が低い以外は文句なしの能力。有力な後ろ盾が無く独立したせいか名より実のあるアウトローを好んで家臣にする反面、相手からの降伏勧告や家臣になる申し出に応じやすい。
  - ケルマイヤー…平民出身だが、民政方面に明るい能吏。元フェリアス家の家臣だったが、降伏してエアドリックの家臣となった。
  - ブライデリ…誘拐されたエセルレッド王の息子に近侍していた家臣。王の息子に瓜二つのエアドリックこそ新王に相応しいと信じている。
  - フュノー…前述参照。
  - アライン…前述参照。

### ランカシア王家
どのシナリオでもプレイできないCOM専用の家。前半のシナリオでは平凡な能力の家臣が多いが後半のシナリオになるに従い若い精鋭揃いになっていく。
- エセルレッド（当主）…ロイヤルブラッドをめぐる戦いを始まるきっかけを作った張本人。能力値はそれほどではないが、最強のドラゴンが宿る王冠を持ち、難攻不落なロンディウム城に立て篭もるので容易には倒せない。ハンドブックによれば『王子失踪事件が無ければ平凡な国王と言う評価で終われた』とされている。
  - アグレイア…エセルレッドの妹。政治への参加がしたいあまりゲオルグに王子を誘拐させ兄の失政を助けた補佐役であり今回の戦乱の黒幕。原作では妙齢の女性の顔だったが後の移植作では顔のしわやほうれい線が追加され中年の顔に変更された。
  - ゲオルグ…宰相。謀略家で「黒宰相」の異名をとる。ひときわ高い政治力が目立つ有能なエセルレッドの腹心。シナリオが進むにつれてなぜか全ての能力が低下していく。
  - ケアウリン…王国の元外務卿。外交のみならず領地経営にも優れた手腕を発揮した敏腕文官。シナリオ4では原因はわからないが消息不明になっている。
  - モードレッド…王の庶子。父エセルレッドに反発して、ライル家に寝返った。
  - シアボルド…南方攻略を担当する領主。昔イリアスに見下された私怨から西南討伐を自ら申し出て執念深く付け狙う。ハンドブックによればシナリオ毎の軍事力は、長年の戦いで叩き上げた努力と経験を表現したものだという。
  - エルフオルド…王の庶子。エセルレッドの後継者と目されている。
  - ヒューバード…王女アヴェールの幼馴染。トリバンテス子爵の爵号を持つ知勇兼備の勇将。
  - ジェフリー…王女アヴェールの友人。エセルレッドに懇願して対エラン戦の主戦司令官になる。ヒューバードの恋敵。
  - テネス…王女アヴェールの養育係。アヴェールを塔から救い出そうとしたが失敗し、死亡する。
  - エディン…宰相直属の部隊長。ゲオルグの腹心。
  - エイギル…エディンの友人で国王軍の第5部隊の編成を担当した。イリアスが王の本拠地に攻め込んできた時に敵前逃亡しようとしたため、ゲオルグに処刑される。
  - オズワルド…「龍の逆鱗」の異名をとったリアラッハの副官。大司教ティリアンの独立に手を貸したと疑われ、叛逆罪で処刑された。
  - グリフィス…「龍の珠」の異名をとった最年少の近衛兵。大司教ティリアンからの内通を疑われ、オズワルドとともに叛逆罪で処刑された。
  - クルガン…古くからディアラを治めていた地方官吏。軍備が整っていない時にエランに攻められて本拠地に逃げ帰った。後に不遇のうちに病没した。
  - シュタルケル…エセルレッドの幼少時から使える国王顧問官。アトレバテスの領主として活躍していたが病没。
  - ニコレイ…エディンとエイギルの友人で遠距離戦術「飛龍陣」を編み出した武将。イリアスとの戦いで戦死する。
  - レイゲイア…親エセルレッド派の平和主義者。だが、のちにエセルレッドを裏切り、エランの配下になった。
  - エイマー…昔からレッドワルトと親密な間柄でその縁でエセルレッドをあっさり裏切り、レッドワルトの配下になった。
  - ペンドラゴン…詳しくは同上。エランを裏切りシナリオ4で加入。
  - リアラッハ･･･詳しくは同上。シナリオ1～3までブランシェ家との最前線で戦っていたがシナリオ4でライアスに担ぎ出され独立。

- アヴェール（王女）･･･エセルレッドの娘。オープニングとエンディングにしか登場せず、原作（ファミコン版）では少女らしいビジュアルでエンディングで新王の誕生を祝ったが、後の移植版では大人のビジュアルになりパスハの啓示を受けたとは言え自身の行動のせいで多くの尊い犠牲を出した罪を断罪する物に変更された。

## 移植版
| No. | タイトル                              | 発売日                    | 対応機種           | 開発元   | 発売元   | メディア                                              | 型式                              | 備考            | Ref.                    |
| --- | ------------------------------------- | ------------------------- | ------------------ | -------- | -------- | ----------------------------------------------------- | --------------------------------- | --------------- | ----------------------- |
| 1   | ロイヤルブラッド                      | 1991年9月27日             | PC-8801            | 光栄     | 光栄     | フロッピーディスク                                    | KN10201010                        |                 |                         |
| 2   | ロイヤルブラッド                      | 1991年12月21日            | PC-9801            | 光栄     | 光栄     | 5インチフロッピーディスク 3.5インチフロッピーディスク | KN10201020 KN10201030             |                 |                         |
| 3   | ロイヤルブラッド                      | 1991年12月26日            | MSX2               | 光栄     | 光栄     | フロッピーディスク ロムカセット                       | KN10201040 KN10201050             |                 |                         |
| 4   | ロイヤルブラッド                      | 1992年3月27日             | X68000             | 光栄     | 光栄     | 5インチフロッピーディスク 3.5インチフロッピーディスク | KN10201060 (5") KN10201070 (3.5") |                 |                         |
| 5   | ロイヤルブラッド                      | 1992年5月1日              | FM TOWNS           | 光栄     | 光栄     | フロッピーディスク                                    | KN10201080                        |                 |                         |
| 6   | ロイヤルブラッド Gemfire              | 1992年6月25日 1992年11月  | メガドライブ       | 光栄     | 光栄     | 8メガビットロムカセット                               | T-76063 T-76036                   |                 |                         |
| 7   | スーパーロイヤルブラッド Gemfire      | 1992年10月22日 1992年12月 | スーパーファミコン | 光栄     | 光栄     | 8メガビット+64キロRAMロムカセット                     | SHVC-IU SNS-RL-USA                |                 |                         |
| 8   | Gemfire                               | 1992年                    | PC/AT互換機        | 光栄     | 光栄     | フロッピーディスク                                    | -                                 |                 |                         |
| 9   | コーエー25周年パックVol.2             | 2003年8月22日             | Windows 98 - XP    | コーエー | コーエー | CD-ROM                                                | KOEI-18671                        | PC-9801版の移植 | [ 3 ] [ 4 ] [ 5 ] [ 6 ] |
| 10  | コーエー定番シリーズ ロイヤルブラッド | 2005年8月5日              | Windows 98 - XP    | コーエー | コーエー | CD-ROM                                                | -                                 | PC-9801版の移植 | [ 7 ] [ 8 ]             |

## 音楽
サウンドトラックが1991年にCDで発売されている。曲名は以下のとおり。
1. OPENING－Elan’s theme
オープニング－エランのテーマ
2. ROYAL BLOOD
ロイヤルブラッド（ゲームでは初期設定で流れる）
3. LEAVES
リーブス（秋のシーンで流れる）
4. RED
レッド（夏のシーンで流れる）
5. FLAME
フレイム（夏の戦闘シーンで流れる）
6. ORCHIDS
オーキッズ（春のシーンで流れる）
7. BATTLE
バトル（戦闘メドレー：秋の戦闘時～ドラゴンのいる戦闘～春の戦闘時～パスハのいる戦闘）
8. SNOW
スノウ（冬のシーンで流れる）
9. ENDING－Ishmelia
エンディング－イシュメリア
10. ROYAL BLOOD（Piano reprise）
ロイヤルブラッド（ピアノ・リプライズ）

なお、作・編曲を手がけたのは、midoriでヴォーカルとキーボードを担当している新田真澄である。
新田によると、ゲーム中では発音数に制限があって、和音が限られてしまうのに苦労したが、逆に新鮮に感じられてやりがいがあったとCDに掲載されたインタビューの中で述べている。また、幻想の中世というテーマに興味があったので、楽しんで作ったとのことである。
スーパーファミコン音源を使用したCDも発売されている。
- 光栄オリジナルBGM集Vol.7 三國志III/スーパーロイヤルブラッド KECH-1032

## 評価
ファミリーコンピュータ版
ゲーム誌『ファミコン通信』の「クロスレビュー」では合計24点（満40点）、『ファミリーコンピュータMagazine』の読者投票による「ゲーム通信簿」での評価は以下の通り、20.1点（満30点）となっている。
| 項目 | キャラクタ | 音楽 | お買得度 | 操作性 | 熱中度 | オリジナリティ | 総合 |
| 得点 | 3.5        | 3.3  | 3.1      | 3.3    | 3.6    | 3.4            | 20.1 |

メガドライブ版
ゲーム誌『ファミコン通信』の「クロスレビュー」では、7・7・6・5の合計25点（満40点）、『メガドライブFAN』の読者投票による「ゲーム通信簿」での評価は以下の通り、20.63点（満30点）となっている。
| 項目 | キャラクタ | 音楽 | 操作性 | 熱中度 | お買得度 | オリジナリティ | 総合  |
| 得点 | 3.68       | 3.27 | 3.36   | 3.55   | 3.18     | 3.59           | 20.63 |
スーパーファミコン版
ゲーム誌『ファミコン通信』の「クロスレビュー」では、6・6・6・5の合計23点（満40点）、『ファミリーコンピュータMagazine』の読者投票による「ゲーム通信簿」での評価は以下の通り、19.63点（満30点）となっている。この得点は1993年時点でのスーパーファミコン全ソフトの中で、218位（323本中）である。
| 項目 | キャラクタ | 音楽 | 操作性 | 熱中度 | お買得度 | オリジナリティ | 総合  |
| 得点 | 3.41       | 3.53 | 3.31   | 3.24   | 2.94     | 3.20           | 19.63 |